# 2020 Ukko
2020 Ukko (1936 FR) là một tiểu hành tinh vành đai chính được phát hiện ngày 18 tháng 3 năm 1936 bởi Y. Vaisala ở Turku.